# Chapa de Mota
Chapa de Mota est une municipalité de l'État de Mexico, au Mexique. Elle compte 21 746 habitants d'après le recensement de 2005.

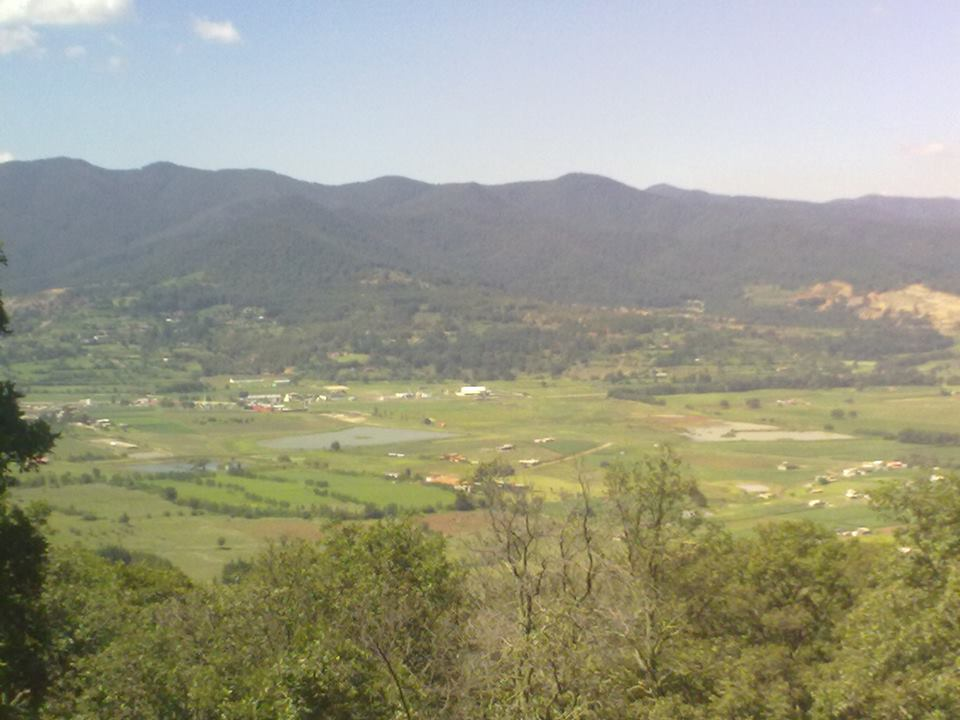
Vue depuis la colline Mefi jusqu'au centre de Chapa de Mota.